# Wolters' prachtwever
Wolters' prachtwever (Malimbus ballmanni) is een zangvogel uit de familie Ploceidae (wevers en verwanten). Het is een bedreigde vogelsoort in de regenwouden van West-Afrika.

## Naamgeving
De vogel werd in 1972 door de Keulse bioloog Peter Ballmann verzameld in Ivoorkust en in 1974 door de Duitse museumornitholoog Hans Edmund Wolters beschreven en vernoemd naar Ballmann. De Nederlandse naam is een eerbetoon aan Wolters.

## Kenmerken
De vogel is 18 tot 20 cm lang. Het is een overwegend zwart gekleurde wever met een helder goudgele borst en anaalstreek en onderstaartdekveren. Het vrouwtje is helemaal zwart met een veel kleinere gele vlek op de borst.

## Verspreiding en leefgebied
Deze soort komt voor in een paar gebieden met laaglandregenwoud in Sierra Leone, Liberia, zuidwestelijk Ivoorkust en Guinee. De vogel komt ook voor in licht aangetast (gedeeltelijk uitgekapt) bos en in zeer oud secundair bos met een hoogte van 4 tot 10 meter.

## Status
Wolters prachtwever heeft een beperkt verspreidingsgebied en daardoor is de kans op uitsterven aanwezig. De grootte van de populatie werd in 2016 door BirdLife International geschat op zes tot 15 duizend volwassen individuen en de populatie-aantallen nemen af door habitatverlies. Het beheer van aangewezen bosreservaten in West-Afrika is soms gebrekkig en veel leefgebied wordt aangetast door ontbossing waarbij natuurlijk bos wordt omgezet in gebied voor agrarisch gebruik en menselijke bewoning. Om deze redenen staat deze soort als bedreigd op de Rode Lijst van de IUCN.

## Foto
- Wolters prachtwever op website HBW